# Ferrocenophane

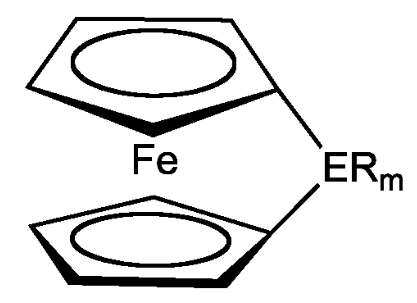
Allgemeine Struktur der Ferrocenophane (ER_{m} z. B. C_{2}H_{4}, SnR_{2}, SiR_{2} oder PPh).

Ferrocenophane, auch ansa-Ferrocene (ansa, griechisch für: „Henkel, Griff“), sind metallorganische Verbindungen, die sich vom Ferrocen ableiten. In dieser Verbindungsklasse sind die Cyclopentadienylliganden des Ferrocens durch eine oder mehrere Brückengruppen verbunden. Dadurch wird die Rotation der Cyclopentadienylliganden zueinander behindert, und die Reaktivität des Komplexes gegenüber der Stammverbindung Ferrocen wird verändert. Als Brückengruppen eignen sich eine Vielfalt von organischen und anorganischen Gruppen.

## Nomenklatur

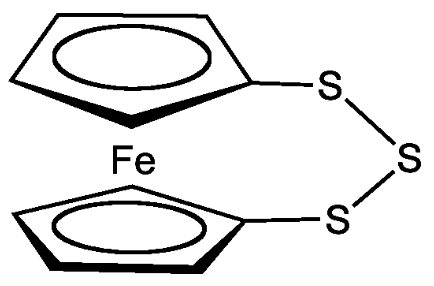
1,2,3-Trithio[3] Ferrocenophan

Bei Ferrocenophanen wird die Anzahl der Brückenatome mit einer Zahl in einer eckigen Klammern vor Namen bezeichnet. [2] Ferrocenophane stehen beispielsweise für Ferrocenophane mit zwei Brückenatomen. Ferrocenophane mit mehreren Atomen in einer Brücke erhalten entsprechend höhere Zahlen. Bei mehrfach verbrückten Ferrocenophanen wird die Anzahl der jeweiligen Brückenatome analog in mehreren Klammern angezeigt, zum Beispiel ein Ferrocenophan mit zwei jeweils drei Atomen enthaltene Brücken wird als [3] [3] Ferrocenophan bezeichnet.

## Geschichte
Die ersten Vertreter dieser Verbindungsklasse wurden in den 1950er Jahren hergestellt.

## Eigenschaften

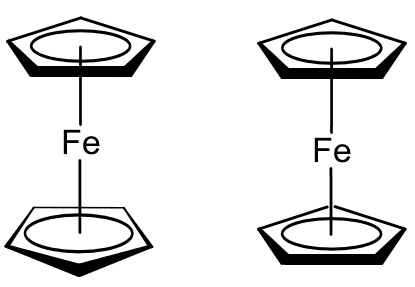
Konformationen des Ferrocens. Links: gestaffelt; rechts: ekliptisch.

Ein wichtiger Parameter ist der Winkel, den die beiden Cyclopentadienylliganden zueinander einnehmen. Die Reaktivität erhöht sich oft mit zunehmendem Winkel. Kohlenstoffverbrückte [1] Ferrocenophane existieren aufgrund der hohen Ringspannung nicht. Bei heteroatomverbrückten [1] Ferrocenophanen sind Bindungswinkel von 18 bis 27° bekannt. Je nach Verbrückung können die Cyclopentadienylliganden des Ferrocengrundkörpers eine gestaffelte oder ekliptische Konformation aufweisen.
Je nach Art der Verbrückung können die Ferrocenophane verschiedene Symmetrieelemente aufweisen, etwa eine zweizählige Symmetrieachse. Es existieren Ferrocenophane, die auf Grund ihrer Konfiguration optisch aktiv sind. Einige der optisch aktiven Ferrocenophanderivate sind wegen ihrer starren Konformation zum Beispiel durch Racematspaltung in ihre Enantiomere trennbar.

## Herstellung

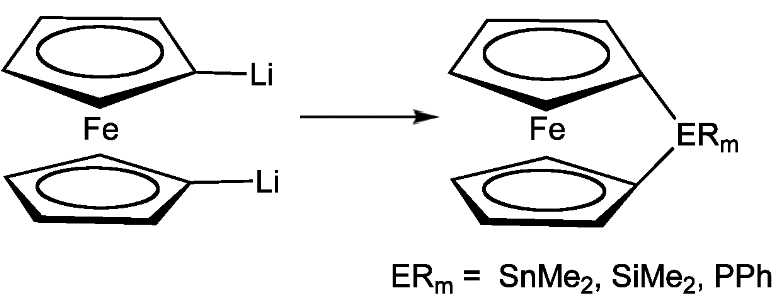
Herstellung von Ferrocenophanen über Dilithiumferrocen.

Eine wichtige Ausgangsverbindung zur Herstellung von Ferrocenophanen ist Dilithiumferrocen. Dieses kann einfach über die Reaktion von Ferrocen mit n-Butyllithium in Gegenwart von Tetramethylethylendiamin hergestellt werden. Durch Reaktion von Dilithiumferrocen mit zum Beispiel Dimethyldichlorsilan lassen sich siliziumverbrückte Ferrocenophane herstellen.

## Anwendung
Ferrocenophane finden Anwendung in der Herstellung von Polyferrocenen durch ringöffnende Polymerisation.